# 拉斐拉·葛羅美斯
拉斐拉·葛羅美斯（德語：Raphaela Gromes，1991年3月16日—），德國的大提琴演奏家。

## 生平
拉斐拉·葛羅美斯來自德國慕尼黑，4歲開始跟她母親學習大提琴。2005年，14歲的她首次作为獨奏家登臺，演奏弗裏徳裏希·古爾達的大提琴協奏曲。此後，她又多次演奏了德弗札克、海頓、舒曼、艾爾加、柴可夫斯基、聖桑、布拉姆斯、貝多芬等著名作曲家的大提琴協奏曲。
2006年，她進入萊比錫孟德爾頌音樂戲劇學院學習，師從彼得·布魯克斯。2010年，她进入慕尼黑音樂戲劇學院繼續深造，師從楊文馨。之後又在維也納音樂與表演藝術大學学习，師從萊因哈特·拉茨科。她也曾得到馬友友、大衛·格林加斯、安納·畢爾斯瑪等多位大師的指導。
此外，拉斐拉·葛羅美斯還獲得了2012年理查·史特勞斯比賽一等獎、2013年都靈國際菲奧林多大賽（Concorso Fiorindo）一等獎，以及2016年德國音樂比賽大提琴獨奏組獎。除了擔任獨奏，她還致力於室內樂的演奏。她與鋼琴家朱利安·黎姆（德語: Julian Riem）一起搭檔，定期在德國和海外舉辦音樂会，馬友友對其琴藝也印象深刻，讚許他們擁有「勇氣十足的好奇心與精力」。
2017年，拉斐拉·葛羅美斯正式作為索尼古典唱片（Sony Classical Records）的獨家簽約藝人發行唱片。她所發行專輯《奧芬巴哈大提琴珍品集》於2020年獲得德國古典作品獎《Opus Klassik Award》。

## 錄音
拉斐拉·葛羅美斯為索尼古典唱片錄製的唱片包括：
- 2017年《義大利小夜曲》
- 2018年《羅西尼禮讚》
- 2019年《奧芬巴赫大提琴珍品集》
- 2020年《理查·史特勞斯大提琴奏鳴曲》－ 最原始版本的史特勞斯大提琴奏鳴曲作品6（全球首錄）
- 2020年《浪漫大提琴協奏曲》－ 尤利烏斯·克倫格爾：大提琴協奏曲第三號（全球首錄）、羅伯特·舒曼 ：大提琴協奏曲；柏林廣播交響樂團、尼可拉斯·卡特（英语）（指揮）
- 2021年《大提琴綺想》－ 《睡美人》（柴可夫斯基）、《糖果屋》（恩格爾貝特·洪佩爾丁克）、《精靈之舞》（大衛·波佩爾）等
- 2023年《女力大提琴禮讚 － Femmes》－ 收錄女性作曲家和以女性角色為中心的作品
- 2023年《Animated Movie Classics》－ 串流媒體；美女與野獸、放開手、向星星許願等
- 2024年《蕭邦：夜曲》－ 串流媒體；歐爾嘉·許普絲（英语）（鋼琴）
- 2024年《德弗札克：大提琴協奏曲》－ 瓦連京·西爾維斯特洛夫的《為烏克蘭祈禱》等；烏克蘭國家交響樂團（英语）、佛洛迪米爾·希連科（英语）（指揮）

## 外部連結
- 拉斐拉·葛羅美斯官方網站 （页面存档备份，存于）（德文・英文）
- 拉斐拉·葛羅美斯Spotify （页面存档备份，存于）
- 拉斐拉·葛羅美斯Apple Music （页面存档备份，存于）
- 官方YouTube （页面存档备份，存于）
- 官方Instagram
- 官方Facebook
- Raphaela Gromes - Sony Classical （页面存档备份，存于）（英文・德文）
- Raphaela Gromes - Discogs （页面存档备份，存于）（英文）